# A Low Down Dirty Shame
A Low Down Dirty Shame (br: Um Tira Sem Vergonha) é um filme estadunidense, do gênero comédia e ação, escrito, dirigido e estrelado por Keenen Ivory Wayans. Sua estreia se deu em 23 de Novembro de 1994.

## Elenco
- Keenen Ivory Wayans - Shame
- Andrew Divoff - Mendoza
- Andrew Shaifer - Bernard
- Charles S. Dutton - Rothmiller
- Chris Spencer - Benny
- Corwin Hawkins - Wayman
- Don Diamont - Chad
- Gary Cervantes - Luis
- Gregory Sierra - Captain Nunez
- Jada Pinkett Smith - Peaches
- Kim Wayans - Diane
- Salli Richardson - Angela